# パレスチナの壁事件
パレスチナの壁事件（パレスチナのかべじけん）は、イスラエルがパレスチナ国ヨルダン川西岸地区に建設した分離壁に対して、2004年7月9日に国際司法裁判所が出した勧告的意見である。イスラエルの壁事件とも言われる。

## 経緯
国際司法裁判所は、2003年12月10日付の国連総会からの要請を受け、イスラエルが建設したヨルダン川西岸地区の分離壁に関する国際法上の法的問題について勧告的意見を出した。分離壁の建設は物議を醸し、結果的にパレスチナ・イスラエル間の緊張を高めていた。イスラエル側は、「分離壁はヨルダン川西岸地区の過激派勢力を排除し、自国民に対する攻撃を抑えるために必要だ」という見解を示していた。
分離壁は、2000年9月に発生した第2次インティファーダ中に建設された。基本的にパレスチナ・イスラエル国境（所謂グリーンライン）に沿っているが、一部はイスラエル占領下のパレスチナ領域内に建設されていることも問題となっていた。

## 勧告的意見
国際司法裁判所は2004年にこの分離壁は国際法を違反しており、取り壊すべきだという内容の勧告的意見を出した（但し、法的拘束力は全く持っていない）。判事の間でもこれに関する意見が出され15人中14人が違法という見解を示した。ただトーマス・バーゲンタール判事のみが違法ではないとしている。
ロザリン・ヒギンズ判事は「国際人道法によって課される義務は（特例を除けば）絶対的なものである」と述べた。加えて「それが国際人道法の根幹であり、紛争に従事する者は、いかなる挑発であれ「片手を縛られた状態」で戦い、国際法に従って行動することが、未来への希望となることを知っているはずだ」とコメントした。
2006年11月、パレスチナの人権団体Al-Haqが、2004年7月に出された本勧告的意見に基づく制裁を行うべきだとして、イスラエルへの輸出を停止するよう英国政府を相手取り、控訴院に提訴した。尚、2008年11月に棄却されている。
この勧告的意見は、2011年12月22日の国連総会決議66/225でも言及されている。
その後国際司法裁判所は、イスラエルは国際連合憲章51条に基づいて自衛権を有していないとの見解を示し、理由として2つが挙げた。1つ目は、武力攻撃が自国が占領している領域から生じていること、2つ目は、51条は国家主体による武力攻撃に対して適用されるものであり、パレスチナ武装勢力は非国家主体とみなされるからである。フランチェスカ・アルバネーゼはこの見解に同意したが、マルコ・ミラノヴィッチはこの見解は曖昧であると批判した。